# Kristina Siwkowa
Kristina Andriejewna Siwkowa, ros. Кристина Андреевна Сивкова (ur. 28 lutego 1997 w Kormiłowce) – rosyjska lekkoatletka specjalizująca się w biegach sprinterskich.
W 2013 biegła w finale 100 metrów podczas mistrzostw świata juniorów młodszych, jednakże doznała kontuzji i ukończyła rywalizację na ostatnim miejscu. Brązowa medalistka w sztafecie 4 × 100 metrów na mistrzostwach Europy w Zurychu (2014). W 2015 zdobyła brązowy medal na dystansie 100 metrów podczas juniorskich mistrzostw Europy.
Złota medalistka mistrzostw Rosji.

## Osiągnięcia
| Rok  | Impreza                                               | Miejsce    | Konkurencja             | Lokata     | Wynik |
| ---- | ----------------------------------------------------- | ---------- | ----------------------- | ---------- | ----- |
| 2013 | Mistrzostwa świata juniorów młodszych                 | Donieck    | bieg na 100 metrów      | 8. miejsce | 28,87 |
| 2014 | Kwalifikacje Europy do igrzysk olimpijskich młodzieży | Baku       | bieg na 100 metrów      | 3. miejsce | 11,80 |
| 2014 | Kwalifikacje Europy do igrzysk olimpijskich młodzieży | Baku       | bieg na 200 metrów      | 5. miejsce | 24,05 |
| 2014 | Mistrzostwa Europy                                    | Zurych     | sztafeta 4 × 100 metrów | 3. miejsce | 43,22 |
| 2015 | Mistrzostwa Europy juniorów                           | Eskilstuna | bieg na 100 metrów      | 3. miejsce | 11,68 |
| 2017 | Młodzieżowe mistrzostwa Europy                        | Bydgoszcz  | bieg na 100 metrów      | 6. miejsce | 11,67 |

## Rekordy życiowe
- Bieg na 60 metrów (hala) – 7,15 (2019)
- Bieg na 100 metrów – 11,22 (2016)
- Bieg na 200 metrów – 23,35 (2018) / 23,30w (2016)